# Zbrodnia w Lesie Wełeckim
Zbrodnia w Lesie Wełeckim – szereg egzekucji przeprowadzonych przez okupanta niemieckiego w Lesie Wełeckim koło Buska-Zdroju, miejsce największej kaźni ludności polskiej na terenie Kreishauptmannschaft Busko w okresie II wojny światowej.

## Historia
Masowe egzekucje w Lesie Wełeckim rozpoczęły się w 1941 r. i trwały do stycznia 1945 r. Liczba osób rozstrzelanych na tym terenie jest trudna do ustalenia, szacuje się, że zginęło tam pomiędzy 500 a 1000 osób.

### Lokalizacja
Wybór Lasu Wełeckiego na miejsce masowych egzekucji był zgodny z wytycznymi Głównego Urzędu Bezpieczeństwa Rzeszy w Berlinie. Według nich teren, gdzie prowadzono akcję eksterminacyjną, miał być oddalony od osiedli miejscowej ludności, a jednocześnie być położony w niedalekiej odległości od głównych dróg dojazdowych i miejscowych więzień i aresztów. Las Wełecki doskonale spełniał te kryteria. Był położony w odległości ponad 4 km od Buska-Zdroju, w którym istniały cztery więzienia – areszt powiatowy, willa dr. Byrkowskiego, willa „Wersal” oraz więzienie przy ul. Kościelnej. 11 km dalej, w Pińczowie, mieściło się największe więzienie na terenie Kreishauptmannschaft Busko. Dojazd na miejsce straceń ułatwiała lokalizacja przy szosie Busko-Zdrój-Pińczów.

### Przebieg egzekucji w Lesie Wełeckim

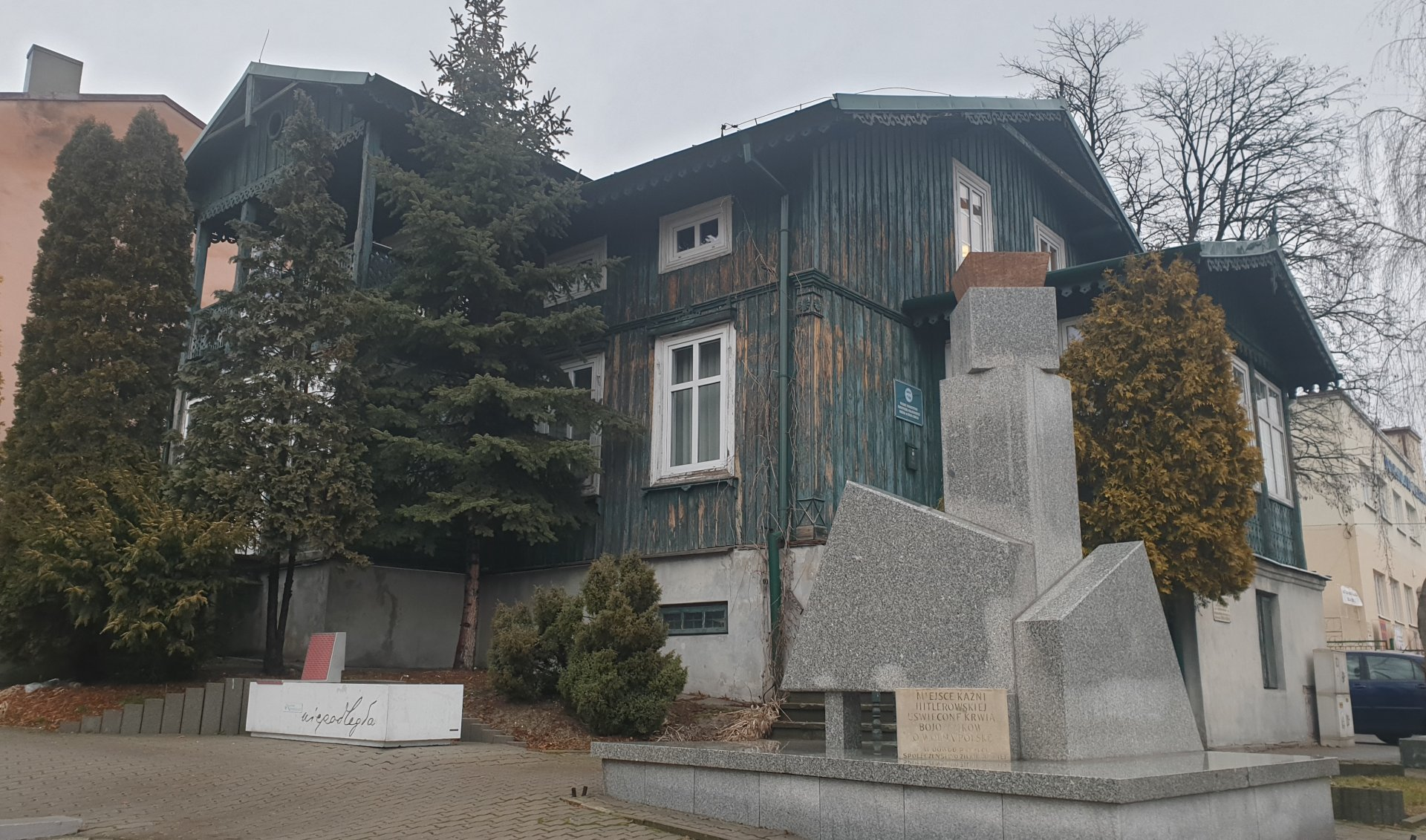
Willa dr. Byrkowskiego w Busku-Zdroju, wykorzystywana jako więzienie podczas II wojny światowej

Pierwsze egzekucje w Lesie Wełeckim odbyły się w 1941 r. Ich największe nasilenie miało miejsce w latach 1943–1944. Ostatniej egzekucji dokonano 12 stycznia 1945 r., dzień przed opanowaniem Buska-Zdroju przez Armię Czerwoną. 
Wśród ofiar Lasu Wełeckiego znajdowali się liczni przedstawiciele polskiej inteligencji z terenów Kreishauptmannschaft Busko, a także członkowie miejscowej konspiracji. Największy odsetek stanowili żołnierze Batalionów Chłopskich. Najprawdopodobniej pod koniec lipca 1944 r. na jego terenie zamordowano 5 żandarmów polskiego pochodzenia, którym nie udało się zbiec do oddziału por. „Jastrzębca” – por. Janusza Kozłowskiego (w nocy z 22 na 23 lipca do tego oddziału zbiegło 19 innych żandarmów). Nie stwierdzono, by w Lesie Wełeckim rozstrzeliwano Żydów.

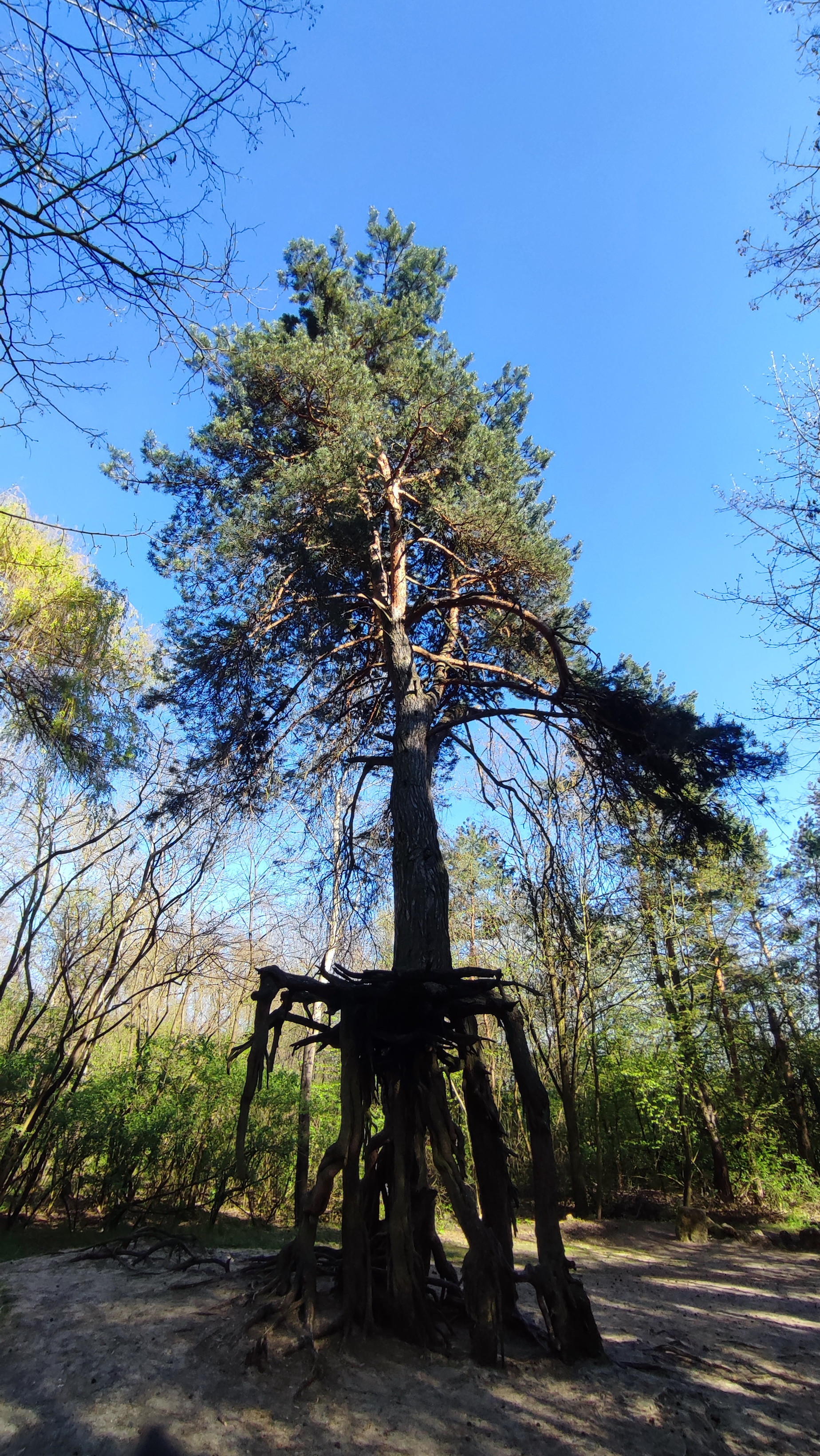
Sosna, w pobliżu której dokonywano egzekucji

Zbrodni dokonywali głównie funkcjonariusze z posterunku żandarmerii w Busku-Zdroju. Głównymi wykonawcami egzekucji byli dwaj najwięksi kaci Kreishauptmannschaft Busko: zastępca szefa Sądu Specjalnego Max Peter, przeniesiony najprawdopodobniej w czerwcu 1943 r. z Ostrowca Świętokrzyskiego do Buska-Zdroju oraz Johann Hansel (zwany przez mieszkańców Kreishauptmannschaft Busko Hansem) – kierowca pochodzący z Czechosłowacji.
Egzekucje dokonywane w Lesie Wełeckim odbywały się głównie w godzinach popołudniowych lub wieczornych. Przebiegały zazwyczaj według podobnego schematu. Skazańców przywożono na miejsce straceń samochodami ciężarowymi z więzień mieszczących się na terenie Buska-Zdroju (aresztu powiatowego w Busku-Zdroju, willi dr. Byrkowskiego, willi „Wersal” oraz więzienia na ul. Kościelnej), w Pińczowie oraz w Kielcach. Egzekucje miały miejsce w pobliżu sosny z obnażonymi korzeniami, rosnącej około dwieście metrów na północ od obecnego pomnika upamiętniającego zbrodnie w Lesie Wełeckim.
Prawdopodobnie ofiary zmuszano, aby przed śmiercią rozebrały się do bielizny oraz wiązano im ręce. Masowe mogiły przygotowywano w lesie jeszcze przed egzekucją, ofiary mordowano strzałem w tył głowy. Niektórych rannych dobijano ciosami kolb karabinowych, o czym mogą świadczyć roztrzaskane czaszki odnalezione w mogiłach. W niektórych przypadkach w zwłoki ofiar rzucano granatem. Przed egzekucjami, co potwierdzają zeznania świadków oraz wyniki oględzin odnalezionych zwłok, Niemcy torturowali skazańców. Ofiary miały połamane ręce i nogi oraz wybite zęby, stwierdzano również brak paznokci. Niejednokrotnie rodziny rozpoznawały je wyłącznie po ubraniu. Po wojnie większość zwłok została przeniesiona przez rodziny z miejsca egzekucji na miejscowe cmentarze. Część nadal spoczywa jednak na terenie Lasu Wełeckiego.
Kilku osobom udało się przeżyć egzekucję. Władysław Molisak opisał to następująco:

Mnie również kazano położyć się w okopie. (…) Żaden z tych strzałów mnie nie trafił. Po pewnym czasie rozchyliłem lekko słomę i po upewnieniu się, że nikogo nie ma w pobliżu, zbiegłem z tego miejsca i następnie okrężnymi drogami dotarłem do swej wsi Równiny, słysząc cały czas odgłosy zbliżających się wojsk radzieckich.

### Wybrane egzekucje w Lesie Wełeckim

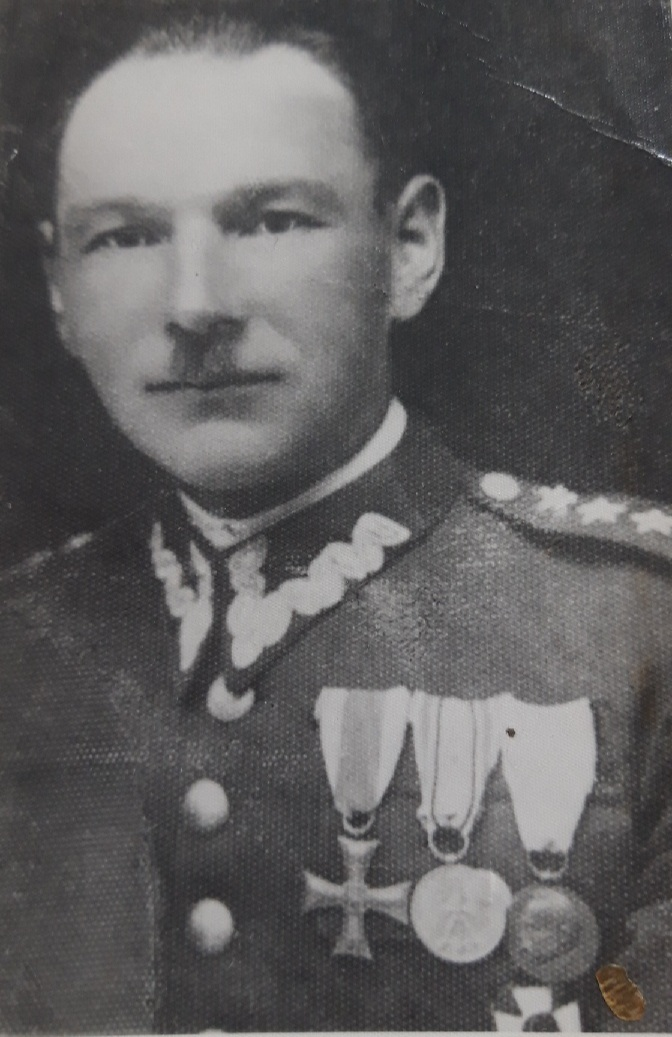
Kpt. Franciszek Naskręt – jedna z ofiar

4 września 1943 r. – śmierć ponieśli mieszkańcy Skotnik Małych: Stefan i Władysław Molisakowie, mieszkańcy Kolonii Zagajów – Jan Kata oraz Stefan Juszczyk oraz mieszkańcy Skotnik Dużych – żołnierze Batalionów Chłopskich: Stanisław Południkiewicz, Józef Kołodziej syn Franciszka i Józef Kołodziej syn Kazimierza. Po zakończeniu działań wojennych krewni odkopali zwłoki i przewieźli je na cmentarze w miejscach zamieszkania ofiar. Dyskusyjny pozostaje fakt rozstrzelania w tym dniu na terenie Lasu Wełeckiego następujących osób: Stanisława Mazura z Sułkowic, Jana Dziadury i Tadeusza Hodura z Piasku Małego, a także Adama Rzucidło z Kikowa.
26 listopada 1943 w egzekucji, której wykonawcą był Hans, rozstrzelano kilkunastu mieszkańców Kreishauptmannschaft Busko. Wśród nich znajdowali się: mieszkaniec Chmielnika – Tadeusz Krzyżkiewicz, Franciszek Lichwała z Sędziejowic, Szymon Musiał z Gacek, Henryk Grabda z Solca-Zdroju, Andrzej Patyna, Jan Kozak – ze wsi Ciecierze, Józef Wojtasik, Zygmunt Eliasz z Pacanowa oraz Edmund Pakosiński.
13 kwietnia 1944 na terenie Lasu Wełeckiego rozstrzelano żołnierzy Podobwodu Armii Krajowej Nowy Korczyn: Stanisława Fornalskiego, Franciszka Gawlika, Lucjana Różyckiego i Czesława Różyckiego. Wraz z nimi śmieć poniósł mieszkaniec Michałowa Stanisław Kwiecień, żołnierze Batalionów Chłopskich – Mieczysław Kozioł i Stefan Wiśniewski z Kameduł, mieszkaniec Radzanowa Marian Łuszcz, żołnierz Podobwodu AK Stopnica – Bronisław Pałys oraz Józef Pokusa z Wójczy. Przyczyną wykonania wyroku było uprowadzenie wiosną 1944 z folwarku w Chrzanowie volksdeutscha Leo Bottchera.
19 lipca 1944 przeprowadzono jedną z największych egzekucji na terenie Lasu Wełeckiego. W odwecie za dokonanie udanego zamachu na Maxa Petera rozstrzelano 29 osób, głównie członków miejscowej konspiracji. Śmierć ponieśli wówczas między innymi: mieszkańcy Buska-Zdroju – żołnierze Obwodu AK Busko – kpt. Franciszek Naskręt, Marceli Jastrząb, inż. Stanisław Baranowski, mieszkańcy Jarosławic – żołnierze Batalionów Chłopskich: Stanisław Kwiecień, Władysław Kamieczek, Wacław Kępa, Stanisław Skrzyński, mieszkańcy Tucząp – żołnierze Batalionów Chłopskich: Franciszek Kwiatek, Franciszek Sojka, Mieczysław Krawczyk, Marian Rudnik, Stefan Borek, Jan Sobala, Stanisław Drozdowski oraz Stanisław Kowalik, a także mieszkaniec Nowego Korczyna – Józef Śliwa. Następnego dnia po egzekucji ludność cywilna i żołnierze AK ekshumowali część z rozstrzelanych i pochowali we wspólnej mogile oraz na cmentarzach w rodzinnych miejscowościach.

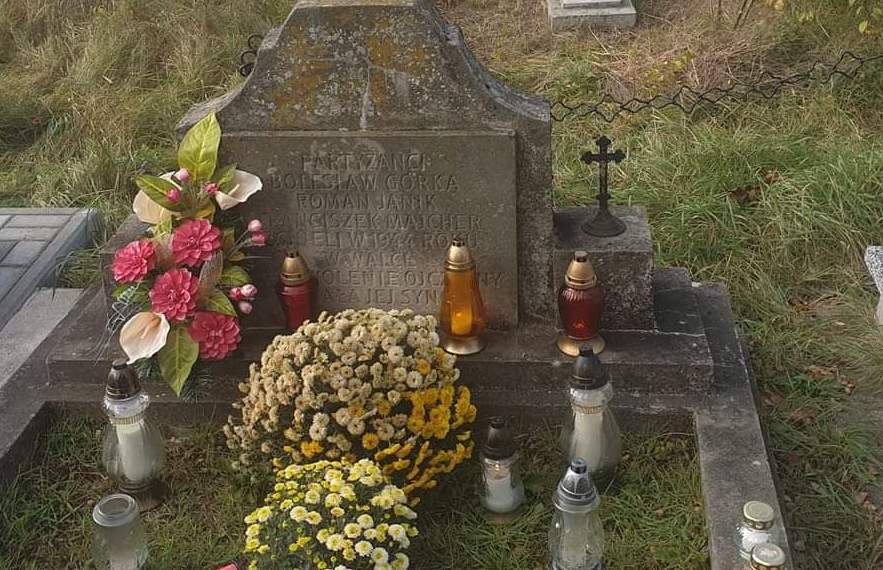
Zbiorowy grób Bolesława Górki, Romana Janika i Stefana Majchra na cmentarzu w Szańcu

15 lub 16 września 1944 rozstrzelano mieszkańców Szańca – żołnierzy Armii Krajowej: Bolesława Górkę oraz Romana Janika, a także żołnierza BCh Stefana Majchra z Chrabkowa. W pierwszej połowie września 1944 osadzono ich w więzieniu przy ul. Kościelnej w Busku-Zdroju, gdzie przez tydzień poddawano ich torturom. Wykonawcą egzekucji był Hans. Po egzekucji rodziny zamordowanych przewiozły ich ciała z Lasu Wełeckiego i pochowały w zbiorowej mogile na cmentarzu parafialnym w Szańcu.
12 stycznia 1945 w godzinach rannych, dzień przed wkroczeniem oddziałów Armii Czerwonej do Buska-Zdroju, rozstrzelano 20 więźniów. Wśród nich znajdowali się między innymi mieszkańcy Równin – Jan Koźbiał, Jan Opałka, Jan Grochowski z Ostrowiec, Stanisław Kaczor z Kawęczyna oraz dwóch jeńców sowieckich.

### Po wojnie
Po zakończeniu działań wojennych na terenie Lasu Wełeckiego odbywały się ekshumacje. 7 września 1945 na polecenie Sądu Grodzkiego w Busku-Zdroju, w obecności dwóch wyznaczonych mieszkańców Wełcza: Adama Wójcika i Romana Lachowskiego dokonano oględzin miejsca masowych egzekucji dokonanych przez Niemców. Ofiary chowano w dołach, położonych w nieznacznej odległości od siebie. Miały formę nieregularną. Ich średnica miała przeciętnie 3–4 m, a głębokość wahała się od 50 cm do 1 m. Lachowski i Wójcik wskazali ponadto grób, mieszczący się w zachodniej części lasu, za gajówką, w którym pochowano 8 mężczyzn, 2 kobiety oraz 1 dziecko. Przy samej drodze umiejscowili również grób, w których spoczywało 10 rozstrzelanych osób.

## Upamiętnienie

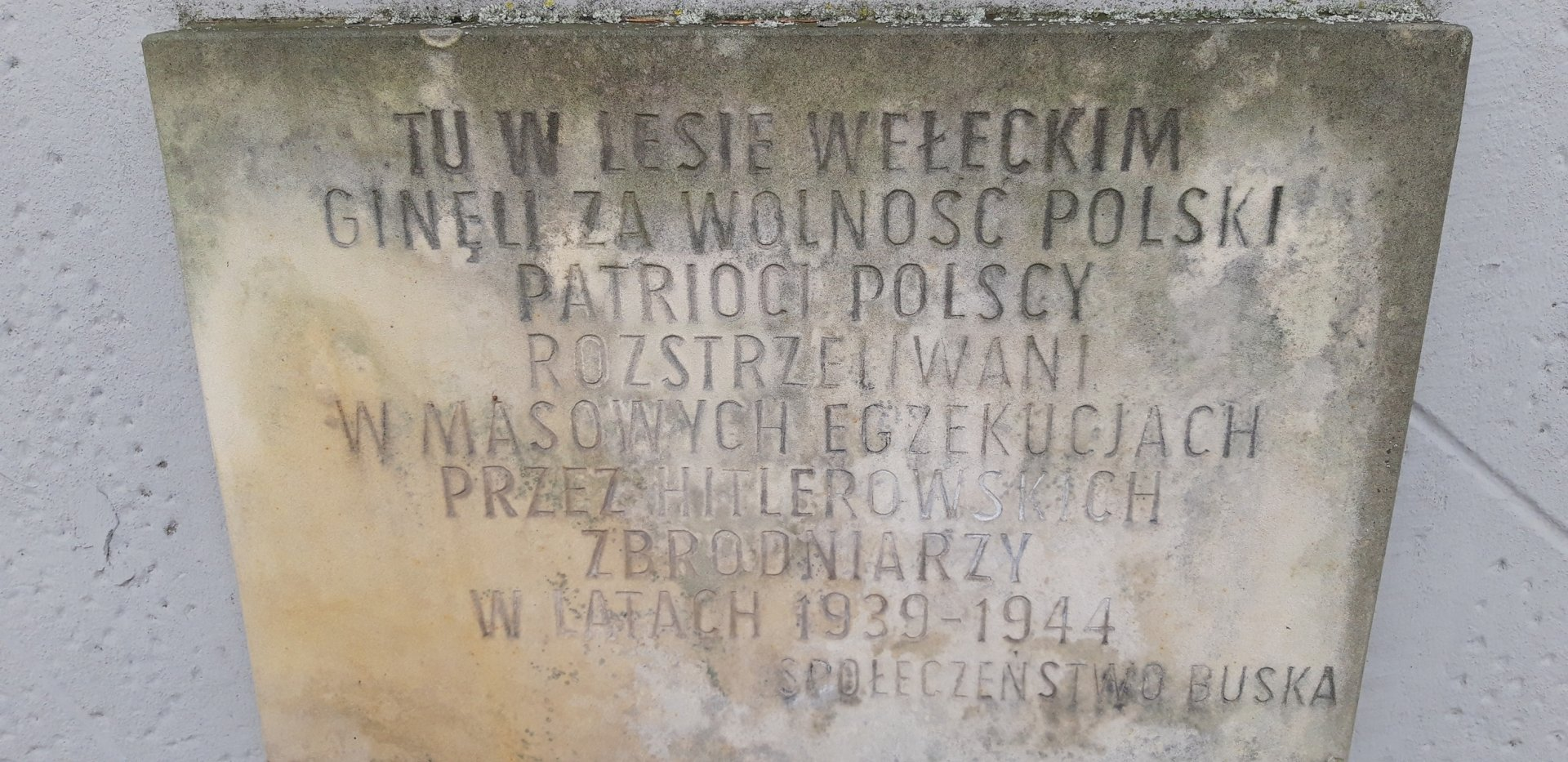
Tablica w Lesie Wełeckim

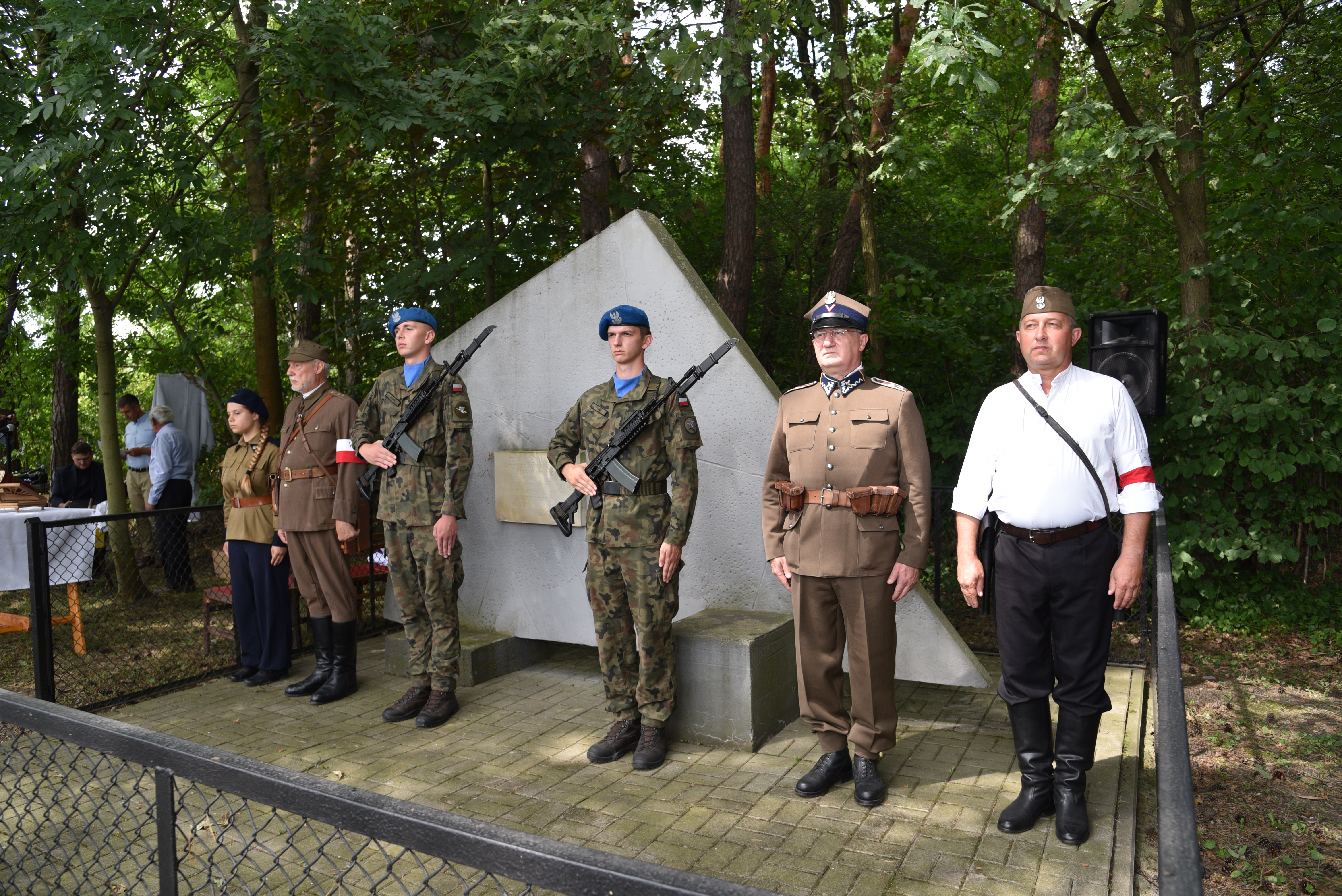
Las Wełecki, 21.07.2024 r.: Uroczystości upamiętniające ofiary niemieckich zbrodni z okresu II wojny światowej z terenu Kreishauptmannschaft Busko w 80.rocznicę największej masowej egzekucji w Lesie Wełeckim 19.07.1944 r.

W 1964 buski rzeźbiarz Leszek Kurzeja zaprojektował pomnik upamiętniający ofiary zbrodni w Lesie Wełeckim. Umiejscowiono go na skraju lasu przy drodze Busko-Zdrój-Pińczów. Na pomniku widnieje napis:

Tu w Lesie Wełeckim, ginęli za wolność Polski patrioci polscy rozstrzeliwani w masowych egzekucjach przez hitlerowskich zbrodniarzy w latach 1939–1944. Społeczność Buska.

Obchody rocznicowe organizowano głównie w latach 60 i 70 XX wieku.
Mimo ogromnej skali zbrodni niemieckich dokonanych w Lesie Wełeckim, zauważalny jest brak współczesnych śladów upamiętnienia ofiar niemieckich egzekucji. Zagadnienie to stało się przedmiotem badań dr Karoliny Trzeskowskiej-Kubasik w ramach projektu pt. „Terror okupacyjny na ziemiach polskich w latach 1939–1945” zainaugurowanego przez Instytut Pamięci Narodowej.